# Digital Compact Cassette

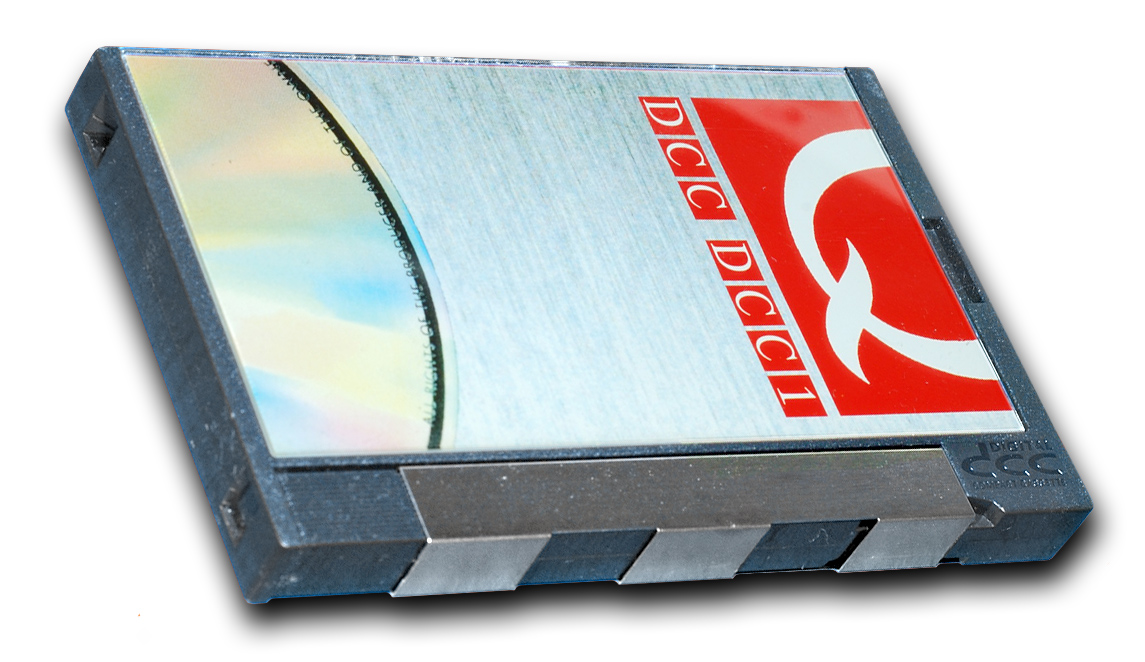
Digital Compact Cassette

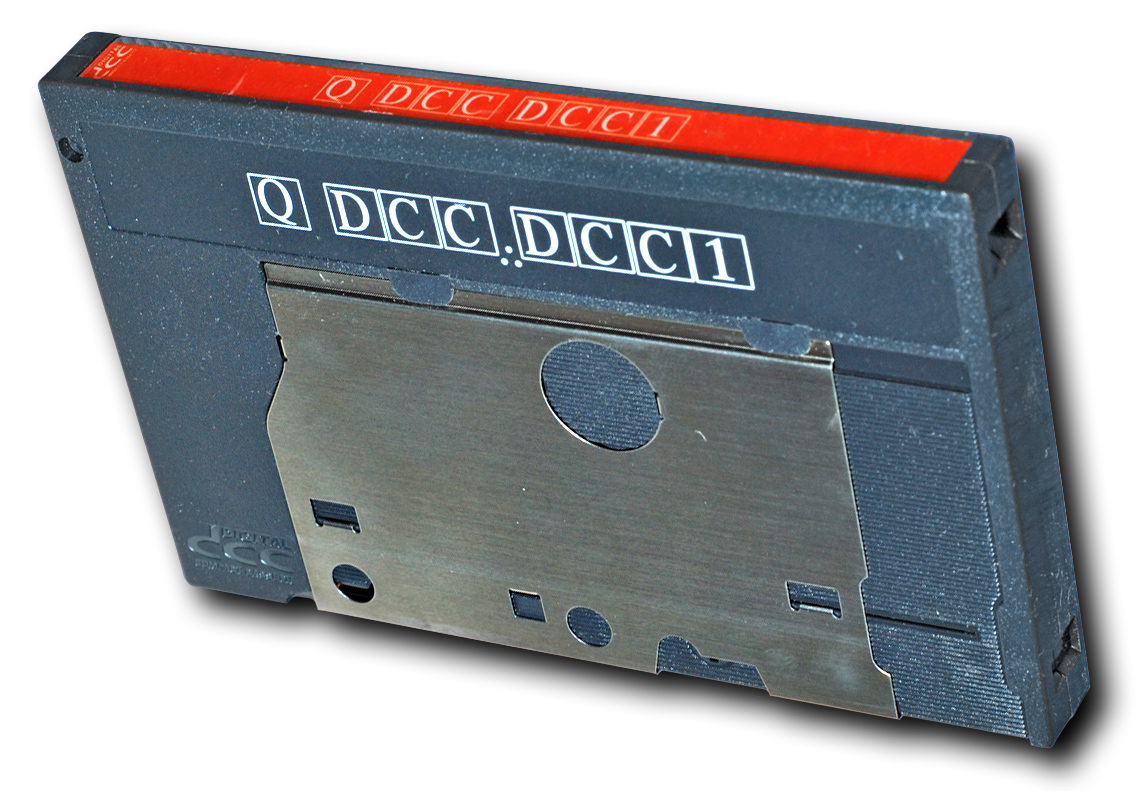
Digital Compact Cassette

DCC — (англ. Digital Compact Casette, цифрова компакт-касета) — формат касети для цифрового звукозапису на магнітну стрічку, запропонований Philips і Matsushita в 1992 році як перспективна заміна аналоговій компакт-касеті і «домашня» цифрова альтернатива професійного формату DAT.

## Історія

Digital Compact Casette

Система з'явилась майже одночасно з мінідиском Sony, але її розповсюдження провалилось на ринку і вона була знята з виробництва в 1996 році. Формат повністю програв ринок — і новому мінідиску, і старій компакт-касеті, а всі разом вони в результаті програли ринок спершу компакт-диску, а в результаті і прямому розповсюдженню mp3-треків через мережу Інтернет.

## Технічні особливості та характеристики
Діапазон частот запису знаходився в межах від 20 Гц до 22 кГц.
Унікальна особливість DCC в порівнянні з іншими цифровими форматами на той час — доступна і легка можливість запису звуку без втрати якості і без шумів у цифрі і конструктивна зворотна сумісність із звичайною компакт-касетою: магнітофони DCC могли відтворювати широко розповсюджені аналогові касети.
Габарити DCC-касети збігались з габаритами стандартної компакт-касети; використовувалась стрічка тієї ж ширини (3,81 мм) і та ж швидкість протяжки (4,75 см/c). Типова стрічка Philips мала товщину основи 12 мкм і магнітний шар (CrO2) товщиною 3-4 мкм (такий самий, як у відеокасетах). Теоретична межа касети DCC за тривалістю запису — 120 (2 × 60) хвилин; на практиці ж випускалися стрічки не більше 105 хвилин. Плівка рухалася в процесі відтворення так само як і в звичайній касеті (без витягування за межі корпусу касети) на відміну від DAT магнітофонів.
Для запису і відтворення у магнітофонах використовувалась стаціонарна головка: резистивна, на 9 доріжок, котра записувала 12 288 байт цифрового сигналу + синхронізація. Цей показник складався з: 8192 байт даних PASC (Precision Adaptive Sub-band Coding — система стискання аудіоінформації), 128 байт системної інформації (даних для дисплеїв в текстовому режимі та службової інформації, як авторське право чи тип стрічки), і 3968 байт для виявлення помилок і корекції інформації.
Вхідний сигнал в процесі запису звуку з CD-програвача оброблявся патентованим кодеком, котрий стискав сигнал до бітрейту 384 кілобіт на секунду, ступінь стискання сягав показника 4:1. Повторно перезаписати музику в цифрі було неможливо — на це стояв захист.
Великим недоліком і незручністю у використанні DCC-касет, що закладено в сам конструктив системи, були пошук і доступ до окремих треків: знайти якусь пісню посередині 90-хвилинної касети могло зайняти кілька хвилин.